# Abū Ḥanīfa al-Nuʿmān
Abū Ḥanīfa al-Nuʿmān ibn Thābit, in arabo أبو حنيفة النعمان بن ثابت‎? (Kufa, 699 – Baghdad, 767), è stato un teologo, giurista e imam arabo, di religione musulmana.

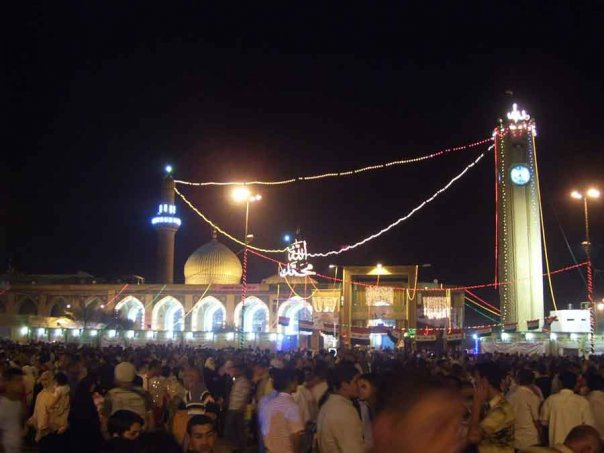
La moschea di Abū Ḥanīfa a Baghdad, costruita sul luogo dove morì.

Noto come il sommo Imam (in arabo الإمام الاعظم‎?, al-Imām al-aʿẓam), fu il fondatore del Hanafismo, la più antica e importante scuola giuridica sunnita, seguita dal 30% dei musulmani del mondo.
A tale madhhab si volle riferire l'Impero ottomano nella sua quasi totalità, tanto che il Hanafismo prevale ancor oggi in Turchia e nell'Asia Centrale islamica.
La scuola si caratterizza per la sua flessibilità ermeneutica e per il ricorso allo strumento interpretativo accessorio del cosiddetto istiḥsān (in arabo إستحسان‎?) ossia il far prevalere, nel dubbio, ciò che "appare buono" al dotto giurisperito.

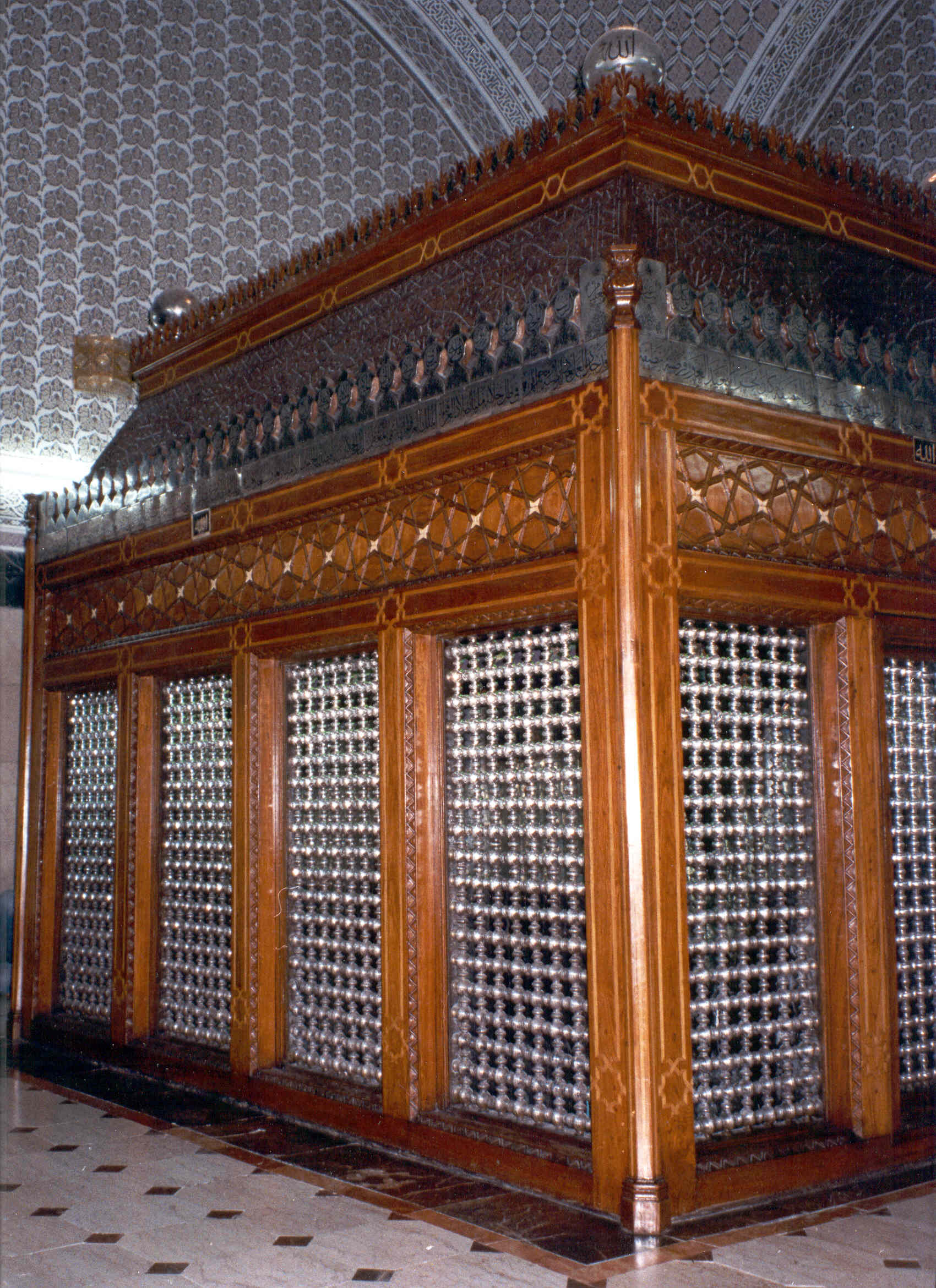
Tomba di Abū Ḥanīfa a Baghdad

Nessuna delle sue opere ci è pervenuta, anche se varie parti del suo pensiero ci sono giunte tramite i suoi discepoli, tra cui il rinomato Abū Yūsuf e il non meno apprezzato Muhammad al-Shaybani.
Permangono interrogativi circa la sua chiamata alla corte di Baghdad da parte del Califfo abbaside al-Manṣūr e la sua proposta di nominarlo Qāḍī. Si afferma che la proposta sarebbe stata rifiutata tuttavia da Abū Ḥanīfa, con la conseguente sua chiusura in prigione, dove poi sarebbe morto e dove sarà in seguito eretta una moschea, che ne porta il nome, intorno alla sua tomba, nel distretto baghdadino di al-Aʿẓamiyya.

## Alcune opere messe a punto dai suoi discepoli
- Kitāb al-āthār
- ʿĀlim wa l-mutaʿallim
- Fiqh al-absaṭ
- Fiqh al-akbar
- Jāmiʿ al-masanīd
- Kitāb al-radd ʿalà l-Qadariyya